# Кіштелніца
Кіштелніца (рум. Chiștelnița) — село у Теленештському районі Молдови. Утворює окрему комуну.

## Населення
За даними перепису населення 2004 року у селі проживали 3394 особи.
Національний склад населення села:
| Національність       | Кількість осіб | Відсоток   |
| -------------------- | -------------- | ---------- |
| молдавани румуни     | 3356 18        | 98,9% 0,5% |
| українці             | 6              | 0,2%       |
| росіяни              | 6              | 0,2%       |
| гагаузи              | 1              | < 0,1%     |
| болгари              | 1              | < 0,1%     |
| інша / без відповіді | 6              | 0,2%       |
| Всього               | 3394           | 100%       |